# Valentina Sàvina
Valentina Sàvina   (Unió Soviètica, 1943) és una exciclista soviètica. Especialista en la velocitat, va aconseguir 6 medalles, 3 d'elles d'or, en els Campionats mundials de l'especialitat.

## Palmarès
- 1961
  -  Campiona de la Unió Soviètica en velocitat
  -  Campiona de la Unió Soviètica en 500 m.
  -  Campiona de la Unió Soviètica en persecució per equips
- 1962
  -  Campiona del món de velocitat
  -  Campiona de la Unió Soviètica en persecució per equips
- 1963
  -  Campiona de la Unió Soviètica en persecució per equips
- 1965
  -  Campiona del món de velocitat
  -  Campiona de la Unió Soviètica en velocitat
- 1967
  -  Campiona del món de velocitat